# 三色蝴蝶魚
三色蝴蝶魚，為輻鰭魚綱鱸形目蝴蝶魚科的其中一種。

## 分布
本魚分布於東太平洋區，包括庫克群島、法屬波里尼西亞等海域。

## 特徵
本魚體呈方圓形，吻短且為黑色，頭部有一黑條紋通過眼睛。每一鱗片具淡色，顯現出網紋的圖樣。身體的前1/3為淡灰色，剩下2/3則深褐色至黑色。背鰭和臀鰭鰭條具白邊，尾鰭黃色。背鰭硬棘13枚，背鰭軟條21~23枚，臀鰭硬棘3枚，臀鰭軟條17~19枚。體長可達12公分。

## 生態
本魚棲息於潟湖或珊瑚礁，常成群活動。

## 經濟利用
可作為觀賞魚，不供食用。